# اسامه بن لادن
أسامة بن محمد بن عوض بن لادن (۱۰ مارس ۱۹۵۷ – ۲ مه ۲۰۱۱) رهبر شبه‌نظامی-تروریست زادهٔ عربستان سعودی و بنیان‌گذار و نخستین امیر القاعده بود. او از لحاظ ایدئولوژی، پیرو پان‌اسلامیسم به‌شمار می‌رفت و علیه اتحاد جماهیر شوروی، به صف مجاهدین افغانستان پیوست. همچنین از مجاهدین بوسنیایی در جریان جنگ‌های یوگسلاو حمایت کرد. مخالفت با سیاست خارجی ایالات متحده در خاورمیانه، بن لادن را بر آن داشت تا در سال ۱۹۹۶ علیه آمریکا اعلام جنگ کند و از انجام حملاتی علیه منافع ایالات متحده در کشورهای مختلف حمایت نماید. او مستقیماً نظارت بر اجرای حملات ۱۱ سپتامبر ۲۰۰۱ را که در خاک آمریکا رخ داد، برعهده داشت.
بن لادن در ریاض و در خانواده متمول و بانفوذ بن لادن زاده شد. او تا سال ۱۹۷۹ در دانشگاه‌های عربستان سعودی و خارج از کشور تحصیل کرد و همان سال به مجاهدین افغان پیوست که علیه تهاجم نظامی شوروی به افغانستان می‌جنگیدند. در سال ۱۹۸۴، با مشارکت دیگران، دفتر خدمات (مکتب‌الخدمات) را بنیان‌گذاری کرد که وظیفه جذب داوطلبان خارجی برای جنگ در افغانستان را برعهده داشت. با پایان جنگ شوروی در افغانستان، بن لادن در سال ۱۹۸۸ گروه القاعده را با هدف جهاد جهانی تأسیس کرد. در جریان جنگ خلیج فارس، پیشنهاد او برای کمک به عربستان در برابر عراق از سوی حکومت سعودی رد شد و در عوض، عربستان از ایالات متحده درخواست کمک کرد.
دیدگاه‌های بن لادن در زمینه پان‌اسلامیسم و ضدیت با ایالات متحده، در نهایت به اخراج او از عربستان سعودی در سال ۱۹۹۱ انجامید. او سپس مقر خود را به سودان منتقل کرد و تا سال ۱۹۹۶ در آنجا ماند؛ در آن سال، به افغانستان رفت و تحت حمایت طالبان پایگاه جدیدی برپا کرد. بن لادن در اوت ۱۹۹۶ و فوریه ۱۹۹۸ دو فتوی صادر کرد و طی آن‌ها علیه آمریکا اعلان جهاد نمود. پس از بمب‌گذاری‌های سفارتخانه‌های ایالات متحده در شرق آفریقا به‌دست القاعده، که منجر به کشته شدن صدها غیرنظامی شد، یکی از دادگاه‌های فدرال آمریکا علیه بن لادن اعلام جرم کرد و نام او در فهرست تروریست‌ها و فراریان تحت تعقیب اف‌بی‌آی قرار گرفت. سازمان ملل متحد نیز در اکتبر ۱۹۹۹ القاعده را سازمان تروریستی اعلام کرد.
بن لادن مسئول سازمان‌دهی حملات ۱۱ سپتامبر شناخته می‌شود؛ حملاتی که جان نزدیک به ۳٫۰۰۰ نفر عمدتاً غیرنظامی را گرفت. این رویداد به حمله آمریکا به افغانستان و آغاز جنگ علیه تروریسم منجر شد. بن لادن هدف یک عملیات جست‌وجوی جهانی به رهبری ایالات متحده قرار گرفت که نزدیک به یک دهه به طول انجامید. او در این مدت در کوه‌های افغانستان پنهان شد و سپس به پاکستان گریخت. در ۲ مه ۲۰۱۱، نیروهای ویژه ایالات متحده طی عملیاتی در مخفیگاه او در ایبت‌آباد پاکستان، بن لادن را کشتند. جسد او در دریای عرب دفن شد و در ۱۶ ژوئن ۲۰۱۱، معاونش ایمن الظواهری رهبری القاعده را بر عهده گرفت. بن لادن در طول حیات خود به نماد جهانی تروریسم بدل شد و به‌ویژه در ایالات متحده و بسیاری از کشورهای جهان، به‌دلیل طراحی و اجرای حملات متعدد تروریستی، به‌عنوان یک قاتل جمعی شناخته و محکوم شد.

## کودکی
اسامه بن محمد بن عوض بن لادن در ۱۰ مارس ۱۹۵۷ در ریاض، پایتخت عربستان سعودی زاده شد.
او فرزند محمد بن لادن، میلیاردر فعال در صنعت ساختمان با ارتباطاتی با آل سعود و دهمین همسر خود، حمیده العطاس بود. خانواده بن لادن ۵ میلیارد دلار آمریکا از صنعت ساختمان‌سازی به دست آوردند که اسامه بعداً ۲۵–۳۰ میلیون دلار آن را به ارث برد.
بن لادن همچون یک مسلمان معتقد وهابیت پرورش یافت. او بین ۱۹۶۸ تا ۱۹۷۶ به مدرسه نمونه الثغر که مدرسه‌ای سکولار و برای طبقه نخبگان بود پیوست. او در دانشگاه ملک عبدالعزیز در رشته‌های علم اقتصاد و مدیریت بازرگانی تحصیل کرد؛ و در ۱۹۸۱ مدرکی در مدیریت عمومی یا مدرکی در مهندسی عمران در ۱۹۷۹ گرفت. یک منبع او را سختکوش می‌خواند و دیگری می‌گوید او پیش از اخذ مدرک در سال سوم دانشگاه را ترک کرد. در دانشگاه، بزرگ‌ترین علاقه بن لادن، مذهب بود. او در تفسیر قرآن و جهاد و کارهای عام‌المنفعه فعال بود. دیگر علایق او سرودن شعر و مطالعه بود و گفته شده فیلم هرج‌ومرج بزرگ و آثار برنارد لاو مونت‌گومری و شارل دو گل را دوست داشته است. به فوتبال علاقه داشت و دوست داشت سانتر فوروارد بازی کند و هوادار باشگاه آرسنال بود.

## زندگی شخصی
او در ۱۹۷۶، در ۱۷ سالگی با نجوا غانم در شهر لاذقیه، سوریه ازدواج کرد. پس از آن ۴ بار دیگر ازدواج کرد و دو بار طلاق گرفت. او بین ۲۰ تا ۲۶ فرزند داشت.
روزنامهٔ الشرق الاوسط در ۲ ژانویه ۲۰۱۰ نوشت که یکی از همسران بن لادن به نام خیریه (ام حمزه) به همراه یک دختر و پنج پسر بن لادن به همراه تعداد دیگری از خانواده او از سال ۲۰۰۱ یعنی از زمان حمله آمریکا به افغانستان در ایران به سر می‌برند. این روزنامه به نقل از عروس بن لادن که او نیز در ایران به سر می‌برده است نوشت که خانواده بن لادن زندگی مرفه و خوبی در ایران داشته‌اند و در خانه از امکاناتی نظیر باغ و استخر و رایانه برخوردار بوده‌اند، اگرچه به اینترنت دسترسی نداشته‌اند و از هرگونه تماس با خارج و ارسال اخبارشان منع شده‌اند. عروس بن لادن از محمود احمدی‌نژاد به خاطر برخورد خوب مقامات ایرانی با فرزندان بن لادن تشکر کرد. در دسامبر ۲۰۰۹ رسانه‌ها خبر دادند که دختر بن لادن به نام «امان» یا «ایمان» در جریان یک برنامه خرید که هر شش ماه یک بار از سوی مقامات امنیتی ایران برای آنان تدارک دیده می‌شود موفق به فرار شده و به سفارت عربستان سعودی در تهران پناهنده شده است. پس از چند روز یکی از پسران بن لادن به نام «بکر» نیز موفق به فرار و پناهندگی به سفارت عربستان و سپس خروج از ایران با کمک سفارت عربستان سعودی شد. دو پسر دیگر بن لادن به نام‌های «عمر» و «عبدالله» که در خارج از ایران زندگی می‌کنند نیز این ماجرا را تأیید کردند. «عمر بن لادن» از مقامات ایران خواست که به خانواده بن لادن اجازه دهند که از ایران خارج شده و به سوریه یا قطر بروند. تا پیش از این ماجرا، مقامات ایران وجود هر یک از خانواده بن لادن در ایران را تکذیب می‌کردند. اما بعد از افشای این جریان، مقامات رسمی وزارت امور خارجه ایران، موضوع حضور دراز مدت خانواده بن لادن در ایران را تأیید کردند.
پدر اسامه (محمد بن لادن) در ۱۹۶۷ در یک سانحه هوایی در عربستان وقتی خلبان آمریکایی هنگام فرود اشتباه کرد کشته شد. بزرگ‌ترین برادر ناتنی بن لادن سالم بن لادن، رئیس بعدی خاندان بن لادن در ۱۹۸۸ در نزدیکی سن آنتونیو ایالت تگزاس در آمریکا وقتی یک هواپیما را به خطوط برق زد درگذشت.

## نام‌های مستعار
برخی از نام‌های مستعار وی عبارت‌اند از:
- شیخ اسامه بن لادن
- شاهزاده
- شیخ
- مجاهد شیخ
- ابو محمد

## پیام‌ها
در ۱۵ ژانویه ۲۰۰۹، در خلال جنگ غزه پیام صوتی از وی در وبگاه شبکه خبری الجزیره منتشر شد که مخاطبان را به جهاد و مبارزه علیه اسرائیل و آزادی نوار غزه از دست ارتش اسرائیل فرا می‌خواند.

## تعقیب بین‌المللی
اسامه بن لادن در ارتباط با حملات تروریستی بسیاری در سرتاسر جهان از جمله بمب‌گذاری‌های ۷ اوت ۱۹۹۸ در سفارتخانه‌های آمریکا در دارالسلام (تانزانیا) و نایروبی (کنیا)، حمله به کشتی جنگی یواس‌اس کول (دی‌دی‌جی-۶۷)، حملات ۱۱ سپتامبر به مرکز تجارت جهانی و پنتاگون و ترور احمد شاه مسعود تحت تعقیب اف‌بی‌آی قرار داشت.
در ژانویه ۲۰۱۰ وزارت امور خارجه ایالات متحده آمریکا عکسی بازسازی شده را منتشر کرد که تصویر بن لادن را به صورت یک فرد مسن با تغییرات ظاهری احتمالی نشان می‌دهد.

## مرگ

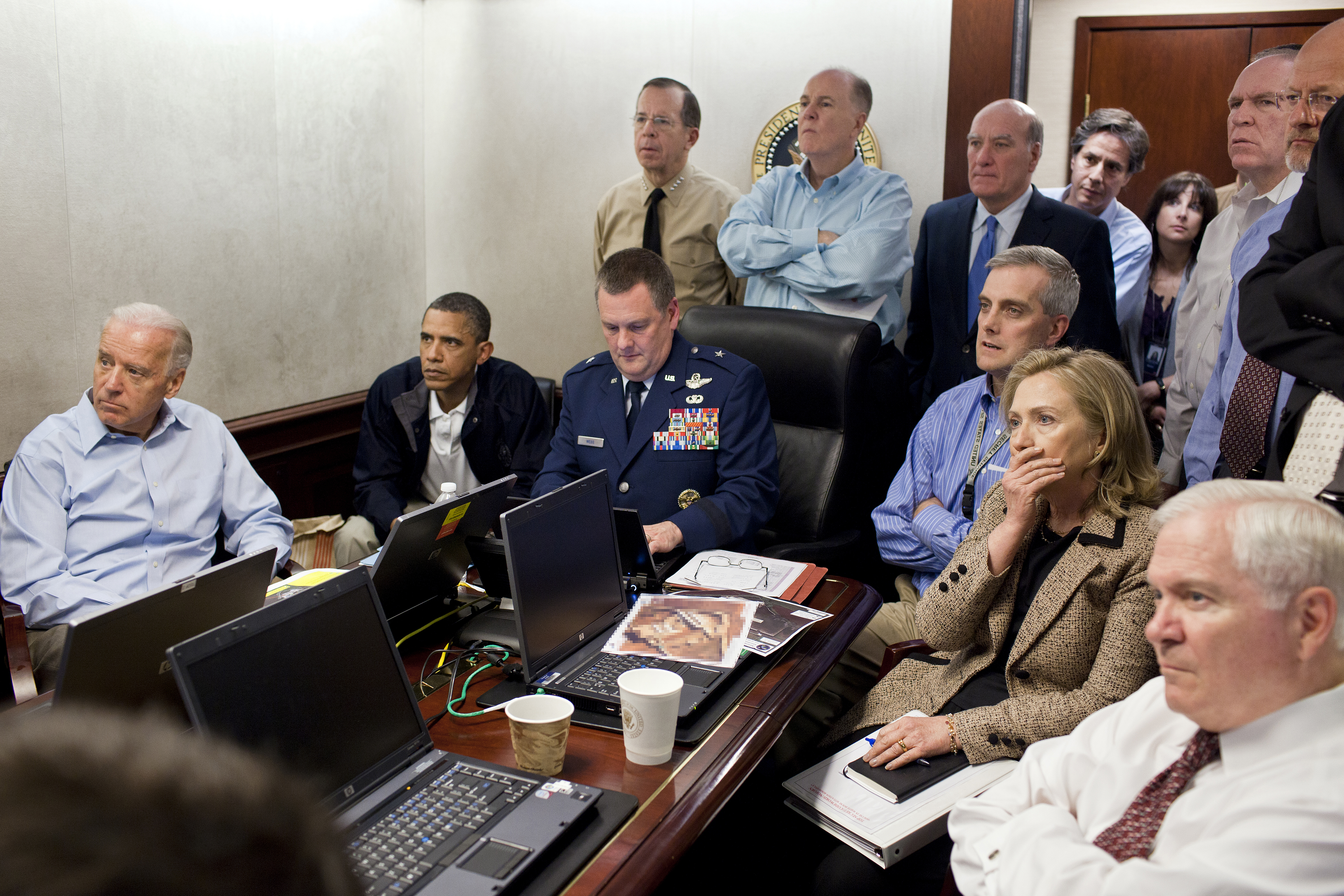
باراک اوباما و دیگر اعضای کابینه در اتاق وضعیت در حال تماشای عملیات کشتن بن لادن

در تاریخ ۱ مه (۲ مه به ساعت محلی پاکستان) ۲۰۱۱ میلادی، باراک اوباما، رئیس‌جمهور ایالات متحده آمریکا اعلام کرد که یک گروه کوچک از یگان ویژه نیروی دریایی ایالات متحده آمریکا طی عملیاتی اسامه بن لادن، بنیان‌گذار و رهبر گروه القاعده و عامل حملات یازده سپتامبر را در یک ویلا در پاکستان کشته‌اند. وی اضافه کرد که هم‌اکنون جسد اسامه بن لادن در اختیار آمریکا است. بنا به گفته مقامات رسمی ایالات متحده، این عملیات توسط ۲۰–۲۵ تکاور یگان فوق ویژه نیروی دریایی ایالات متحده آمریکا تحت فرماندهی ستاد مشترک عملیات ویژه و با همکاری سیا انجام پذیرفت. این افراد به وسیله ۲ بالگرد به مخفیگاه بن لادن حمله کردند، که طی آن وی و همراهانش کشته شدند. این عملیات هیچ کشته یا زخمی برای نیروهای آمریکا نداشت. طبق اظهارات مقامات آمریکایی این عملیات بدون اطلاع مقامات پاکستانی انجام شده است. همچنین گزارش شده است بعضی از مردم در پاکستان از ورود بدون اطلاع ارتش آمریکا به خاک این کشور شوکه شده‌اند. محل عملیات در چند کیلومتری آکادمی نظامی پاکستان در کاکول بوده است. اوباما، در نشست خبری خود گفت که نیروهای آمریکا «مراقب زخمی نشدن مردم غیرنظامی بودند.» همچنین خبرها از کشته شدن ۳ مرد و یک زن همراه بن لادن خبر می‌دهند. این زن در حالی کشته شده بود که «توسط ستیزه‌جویان مرد به عنوان سپر انسانی استفاده می‌شد». دی‌ان‌ای جسد بن لادن با نمونه گرفته شده از جسد خواهر وی مقایسه شد. این آزمایش هویت وی را تأیید کرد. به گفته مقامات آمریکایی جسد بن لادن پس از انتقال، با رعایت سنت‌های اسلامی به دریا انداخته شد. یکی از مقامات آمریکا در این زمینه گفت: «پیدا کردن کشوری که مایل به پذیرفتن باقی‌مانده این تروریست تحت تعقیب باشد، کار دشواری بود» ولی این دلیل از سوی بیشتر صاحبنظران پذیرفته نشد و هنوز برخی به مرگ او شک دارند.
«مت بیسونت» یکی از تکاوران سابق یگان ویژه نیروی دریایی آمریکا در کتابی به نام «روزی که آسان نبود» که با نام مستعار وی (مارک اوون) به چاپ رسیده شرح داده است که بن لادن علی‌رغم اینکه تهدیدی در برنداشت به قتل رسید.
طبق جدیدترین اطلاعات منتشر شده ارتش آمریکا، دفن بن لادن در دریا طبق مرسومات اسلامی انجام گرفته است و ده‌ها تن از رهبران نیروی دریایی آمریکا شاهد این دفن اسلامی بوده‌اند.
در حمله «تیم ۶» یگان ویژه نیروی دریایی ایالات متحده آمریکا، اسامه بن لادن «سه بار از ناحیه سر» مورد شلیک قرار گرفت و «مغز او متلاشی» شد.
او یکبار گفته بود:
این مکان ممکن است بمباران شود و ما کشته شویم. ما مرگ را در آغوش می‌گیریم. ایالات متحده فقط زندگی را دوست دارد. این تفاوت بزرگ بین ماست.

## تعقیب کوچک‌ترین پسر
در ژانویه ۲۰۱۷ آمریکا اعلام کرد که حمزه بن لادن (کوچک‌ترین پسر بن لادن و متولد ۱۹۸۹) را به دلیل پیوستن به القاعده در فهرست سیاه مقابله با تروریسم قرار داده است. حمزه بن لادن گفته که او قصد دارد با انجام حملاتی علیه آمریکایی‌ها انتقام کشته شدن پدرش از سوی نیروهای ویژه این کشور را بگیرد. در سال ۲۰۱۹ اخباری مبنی بر کشته شدن حمزه بن لادن به دست نیروهای آمریکایی و در منطقه ای در مرز پاکستان - افغانستان منتشر شد. این خبر در ۱۴ سپتامبر ۲۰۱۹ توسط دونالد ترامپ، رئیس‌جمهور (پیشین) آمریکا تأیید شد اما جزئیات دیگری در رابطه با این موضوع ذکر نشده است. همچنین همسر حمزه بن لادن به همراه پدرش عبدالله احمد عبدالله معروف به ابو محمد المصری از اعضای بلندپایهٔ القاعدهٔ مصر در ۷ اوت سال ۲۰۲۰ مصادف با سالگرد بمب‌گذاری ۱۹۹۸ سفارت ایالات متحده، به درخواست آمریکا و در خیابان پاسداران تهران، توسط افرادی مرتبط با اسرائیل، به ضرب گلوله کشته شدند.